# Nick Kamen
Nick Kamen, pseudonimo di Ivor Neville Kamen (Harlow, 15 aprile 1962 – Londra, 4 maggio 2021), è stato un cantante, musicista e modello britannico.

## Biografia
Frequentò la St. Marks RC Comprehensive School insieme a due dei suoi sette fratelli, Barry e Chester e nei primi anni ottanta intraprese la carriera di modello.

### Gli anni ottanta e il successo
Nel 1984 Ray Petri usò una foto di Kamen per la copertina della rivista The Face. Lo scatto mostrava Nick con un berretto da sci, un maglione arancione a collo alto e occhiali da sole Ray-Ban: le labbra erano sbiancate con lo zinco e un sopracciglio era ombreggiato di giallo. Ironicamente sopra di lui aleggiava la scritta "Hot" ("Caldo"), nonostante un gelido inverno londinese. Nick Kamen raggiunse poi la notorietà nel 1985 grazie ad uno spot televisivo della Levi's in cui, dopo essere entrato in una lavanderia, si toglieva i jeans e la maglietta restando tranquillamente in boxer a leggere il giornale in mezzo ad altre persone.
Da lì a breve venne notato dalla cantante statunitense Madonna, che ne intuì le potenzialità sia canore che di immagine e, insieme al produttore Stephen Bray, nel 1986 decise di produrgli un brano scritto da lei stessa, Each Time You Break My Heart. La pubblicazione del singolo dette luogo a un successo di vendite, ponendosi al quinto posto nella classifica britannica e tra le prime dieci posizioni nelle principali classifiche di quasi tutti i paesi europei. Una versione remixata da Shep Pettibone entrò anche nelle classifiche di Stati Uniti e Canada.
Nel 1987 vide la luce il suo primo album, intitolato semplicemente Nick Kamen. Il disco era caratterizzato da cover di grandi artisti del soul e del rhythm and blues, tra le quali Win Your Love, brano inciso da Sam Cooke nel 1958, e Loving You Is Sweeter Than Ever, versione aggiornata di una vecchia canzone dei Four Tops, che uscì come secondo singolo. Kamen fu consacrato quale icona della musica pop di quel periodo. La sua indubbia prestanza fisica e il suo aspetto gradevole contribuirono non poco a creare un'immagine che sembrava fatta apposta per attirare l'attenzione dei teenager, in particolar modo di sesso femminile. Inoltre, in svariate occasioni, Kamen sfoggiava un look anni cinquanta alla Elvis Presley, e in molte foto promozionali che gli venivano scattate si cercava di evidenziare e accentuare il più possibile la somiglianza fisica e di atteggiamento con il "Re del Rock and Roll". Dall'LP Nick Kamen furono estratti altri due singoli, il lento Come Softly to Me, rifacimento di un successo dei Fleetwoods, un trio vocale statunitense celebre verso la fine degli anni Cinquanta, e Nobody Else.
A meno di un anno dall'album di debutto, nel 1988, uscì Us, disco prevalentemente registrato negli Stati Uniti come il precedente, che si avvaleva della produzione di Patrick Leonard, già produttore anche di Madonna, e di Madonna stessa, presente nei cori del singolo Tell Me, che faceva da apripista. Altri brani degni di nota sono Bring Me Your Love (secondo singolo), ad apertura dell'album, e Steal Love, con Anne Dudley degli Art of Noise tra i musicisti.
Us ottenne un particolare successo in termini di vendite in Italia, dove peraltro i videoclip di Tell Me e Bring Me Your Love vennero passati in continuazione su tutti i canali televisivi e radiofonici per mesi. Kamen era richiestissimo per interviste e apparizioni. Questo fece sì che a fine 1988 Nick pubblicasse solamente per l'Italia il disco di remix Loving You, contenente l'inedito Don't Hold out e versioni riarrangiate di alcuni successi dei primi due album.
Nel 1989 Turn It Up (tratta da US) venne scelta per la colonna sonora del film della Walt Disney Tesoro, mi si sono ristretti i ragazzi di Joe Johnston. Negli anni ottanta nei tabloid furono riportate le sue relazioni con le modelle e attrici Talisa Soto e Tatjana Patitz.

### Gli anni novanta e il ritiro dalle scene
Seguì un periodo di silenzio che durò fino al 1990, anno in cui Kamen tornò con un nuovo look e sonorità molto più mature delle precedenti, già udibili in I Promised Myself, il singolo che precedeva l'album Move Until We Fly. L'album si muoveva in una direzione nuova e diversa dai precedenti: a tratti malinconico (lo si nota soprattutto in brani come Agony and Ecstasy e You Are) e persino liberatorio (come in Oh How Happy), con una title track di elevato livello. Questo lavoro cominciava a mostrare un altro aspetto dell'interprete, più profondo, introspettivo e lontano dalle contaminazioni tipiche del pop americaneggiante e spensierato degli anni Ottanta. Gli altri singoli estratti furono Oh How Happy (in una versione eterogenea), Looking Good Diving e Agony and Ecstasy. Il disco riscosse un buon successo a livello europeo, soprattutto in Italia, in Germania, in Svezia e nei Paesi Bassi. Ancora oggi Move Until We Fly viene considerato il disco più completo e maturo della sua discografia. Il singolo I Promised Myself verrà di fatto reinterpretato nel tempo da molti artisti famosi e non, e sarà riproposto nelle radio di tutta Europa, divenendo a tutti gli effetti un evergreen.
Dopo un breve tour di concerti dal vivo in Europa fra il 1990 e il 1991, il Move Until We Fly Tour, Nick Kamen fece il suo rientro a Londra prendendosi il giusto tempo per imbastire e registrare un nuovo lavoro, il quarto della sua carriera. Infatti nel 1992 fu il turno di Whatever, Whenever, album dalle sonorità decisamente più vicine al pop britannico, decisamente meno elettroniche dei precedenti, preceduto dal singolo e dal video You're Not the Only One, seguito dal singolo We'll Never Lose What We Have Found. Nonostante la minuziosa produzione (lo stesso Kamen scrisse, arrangiò e produsse gran parte del lavoro), il successo commerciale si rivelò modesto e segnò a tutti gli effetti la fine della carriera musicale di Kamen, che dal 1993 in avanti fece perdere le proprie tracce, eccezion fatta per qualche fortuito flash da parte dei paparazzi.

### Dagli anni novanta agli anni duemilaventi
Nonostante un discreto seguito da parte di una fanbase, e alcuni primi siti non ufficiali che lo seguivano, il cantante si ritirò completamente a vita privata, dedicandosi soprattutto alla pittura, a mostre e a produzioni audio e video prevalentemente nello scenario indipendente. La stampa tornò a parlare di lui fra il 1998 e il 2001 per la sua relazione con l'attrice e presentatrice televisiva Amanda De Cadenet, per la quale egli si spostava da Londra a Los Angeles.
Riebbe poi notorietà verso il pubblico nel 2002 quando apparve - nella sua ultima foto ufficiale da indossatore - sulla copertina della rivista di moda Vogue.  Nel 2003 la boy band svedese A*Teens pubblicò la sua versione di I Promised Myself, riportando il brano al primo posto delle classifiche del loro Paese.
Nel 2015 l'artista affrontò il lutto per la morte del fratello minore Barry.

### Malattia e morte
A settembre 2018, attraverso Instagram, una fanpage del cantante dichiarò che Nick Kamen era in cura per un tumore al midollo osseo. Nick Kamen è morto per le complicazioni del cancro il 4 maggio 2021, a 59 anni.

## Discografia

### Album in studio
- 1987 - Nick Kamen (Sire/WEA)
- 1988 - Us (Sire/WEA)
- 1990 - Move Until We Fly (Atlantic)
- 1992 - Whatever, Whenever (WEA)

### Raccolte
- 1988 - Loving You
- 1991 - Each Time Your Break My Heart
- 2020 - The Complete Collection